# Elden Ring
Elden Ring est un jeu vidéo d'action-RPG développé par FromSoftware et édité par Bandai Namco Entertainment, issu de la collaboration entre le créateur de jeux vidéo Hidetaka Miyazaki et l'écrivain George R. R. Martin. Il sort le 25 février 2022 sur PlayStation 4, PlayStation 5, Xbox One, Xbox Series et Windows et est prévu pour 2025 sur Nintendo Switch 2.
Le jeu reçoit un excellent accueil critique et commercial : il remporte plusieurs récompenses de jeu vidéo de l'année, dont celle de la cérémonie des Game Awards 2022, et se vend à plus de 20 millions d'exemplaires lors de sa première année. 
Une extension intitulée Shadow of the Erdtree est annoncée en février 2023 et est sortie le 21 juin 2024 et un spin-off multijoueur intitulé Elden Ring Nightreign est sorti en mai 2025. 

## Trame
Elden Ring se déroule dans le royaume de l'Entre-terre, quelque temps après la destruction du Cercle d’Elden et la dispersion de ses fragments, les runes majeures. Autrefois honoré par la présence du Cercle et de l'Arbre-Monde, le royaume est maintenant gouverné par les descendants demi-dieux de la reine Marika l'Éternelle, chacun possédant un éclat du Cercle d'Elden qui les corrompt et les empoisonne par leur pouvoir. Le joueur incarne un Sans-éclat, un exilé de l'Entre-terre qui a perdu la grâce du Cercle, rappelé après l'Éclatement, qui doit traverser le royaume pour trouver toutes les runes majeures, restaurer le Cercle d’Elden et devenir le Seigneur d'Elden,,.

## Système de jeu
Elden Ring est un jeu d'action-RPG en monde ouvert à la troisième personne se déroulant dans un univers de dark fantasy. Il est décrit par son créateur comme une évolution de Dark Souls, même si contrairement à celui-ci, Elden Ring prend place dans un monde ouvert qui peut être parcouru à cheval. En effet, si le début du jeu est linéaire, les joueurs finissent en progressant par pouvoir explorer librement l'Entre-terre, composée de six zones principales, ainsi que de châteaux, de forteresses et de catacombes dispersés sur la carte du monde ouvert. Le jeu comporte un hub central auquel les joueurs peuvent accéder plus tard dans la progression du jeu (fonctionnant de façon similaire au Sanctuaire de Lige-Feu dans Dark Souls). Les différentes zones composant le jeu sont explorables en utilisant la monture du personnage comme mode de transport principal, bien qu'un système de voyage rapide soit disponible. Tout au long du jeu, les joueurs rencontreront des PNJ et des ennemis, dont les demi-dieux qui gouvernent chaque zone principale et qui constituent les principaux boss du jeu,,,.
Le combat dans Elden Ring s'appuie fortement sur des éléments de jeu vidéo de rôle trouvés dans les précédents jeux de la série des Souls : les combats au corps à corps se font avec l'utilisation de compétences, de capacités magiques, ainsi que des mécanismes de blocage et d'esquive. Elden Ring introduit également un système de furtivité ainsi que du combat sur montures ; ces nouvelles fonctionnalités devraient encourager les joueurs à élaborer des stratégies de combat avec chaque ennemi qu'ils rencontrent. Le jeu comporte toujours une barre d'endurance du personnage, bien que son influence globale sur le combat ait été réduite. Enfin, contrairement à Sekiro: Shadows Die Twice, il n'y a pas de mécanisme de résurrection après la mort,.
D'après le réalisateur Hidetaka Miyazaki, Elden Ring propose davantage de possibilités de personnalisation, dans la mesure où les joueurs peuvent découvrir différentes compétences grâce à leur exploration de la carte au lieu de déverrouiller des arbres de compétences comme dans les précédents jeux de FromSoftware[réf. souhaitée]. Ces compétences s'ajoutent à une grande variété d'armes qui, en plus de l'équipement, des capacités magiques et des objets que les joueurs peuvent fabriquer à l'aide de matériaux trouvés dans le monde, peuvent être utilisées pour personnaliser le personnage du joueur,.
Elden Ring propose également des mécanismes d'invocation : les joueurs peuvent en effet invoquer une grande variété d'esprits à collectionner cachés sur la carte, dont des ennemis précédemment vaincus, en tant qu'alliés pour les aider au combat. De façon similaire aux Souls, le jeu dispose d'une fonctionnalité multijoueur via les mécanismes d'invocation permettant à d'autres joueurs d'être invoqués pour un jeu coopératif,.

## Développement
Le développement d'Elden Ring débute en 2017 après la publication du second DLC de Dark Souls III, intitulé The Ringed City. Le développement est dirigé par Hidetaka Miyazaki, connu pour la série des Souls. L'univers du jeu est conçu par l'écrivain George R. R. Martin, connu pour sa série de fantasy Le Trône de fer,. La compositrice Yuka Kitamura participe à la bande originale du jeu.
Le jeu est annoncé à l'occasion de l'E3 2019. Aux Game Awards 2020, il est élu « jeu le plus attendu ». En juin 2021, à l'occasion du Summer Game Fest, un nouveau trailer est publié et la date de sortie est annoncée pour le 21 janvier 2022. Le 18 octobre 2021, FromSoftware annonce via le compte Twitter officiel du jeu que celui-ci est reporté au 25 février 2022.
Une extension intitulée Shadow of the Erdtree est annoncée le 28 février 2023. Une date de sortie est annoncée le 22 février 2024 pour le 21 juin 2024. Un spin-off multijoueur intitulé Elden Ring Nightreign est annoncé aux Game Awards 2024 pour une sortie en 2025.

## Réception

### Critiques
Elden Ring reçoit un accueil extrêmement favorable de la presse, recueillant la note de 95/100 pour la version Microsoft Windows et la note de 96/100 pour les versions PlayStation 5 et Xbox Series sur l'agrégateur de notes Metacritic. Il devient ainsi le jeu de FromSoftware le mieux noté sur Metacritic.

### Ventes
Le 16 mars 2022, FromSoftware et Bandai Namco annoncent que le jeu a été distribué à 12 millions d'exemplaires dans le monde, dont 1 million au Japon. En France, on comptabilise plus de 147 000 ventes. 
| Date           | Nombre de copies vendues | Source(s) |
| -------------- | ------------------------ | --------- |
| Juin 2022      | 16,6 millions            | [ 41 ]    |
| Septembre 2022 | 17,5 millions            | [ 42 ]    |
| Février 2023   | 20 millions              | [ 43 ]    |
| Juin 2024      | 25 millions              | [ 44 ]    |
| Décembre 2024  | 28,6 millions            | [ 45 ]    |
| Avril 2025     | 30 millions              | ,         |

L'extension Shadow of the Erdtree, sortie le 21 juin 2024, se vend quant à elle à 5 millions d'exemplaires en trois jours. 

### Récompenses et nominations
Elden Ring reçoit notamment les récompenses de jeu vidéo de l'année aux Golden Joystick Awards 2022, aux Game Awards 2022, aux Steam Awards 2022, aux DICE Awards 2023 ou encore aux Game Developers Choice Awards 2023. En France, il remporte le Pégase du meilleur jeu étranger.
Le travail de Hidetaka Miyazaki et George R. R. Martin sur Elden Ring a été récompensé par le prix Nebula du meilleur scénario pour un jeu 2022.
| Année | Cérémonie                          | Catégorie                      | Reçu       | Réf.   |
| ----- | ---------------------------------- | ------------------------------ | ---------- | ------ |
| 2020  | The Game Awards 2020               | Jeu le plus attendu            | Lauréat    | [ 15 ] |
| 2021  | Golden Joystick Awards 2021        | Jeu le plus attendu            | Lauréat    | [ 56 ] |
| 2021  | The Game Awards 2021               | Jeu le plus attendu            | Lauréat    | [ 57 ] |
| 2022  | Golden Joystick Awards 2022        | Jeu de l'année (en)            | Lauréat    | [ 49 ] |
| 2022  | Golden Joystick Awards 2022        | Meilleure conception visuelle  | Lauréat    | [ 49 ] |
| 2022  | Golden Joystick Awards 2022        | Meilleur jeu multijoueur       | Lauréat    | [ 49 ] |
| 2022  | The Game Awards 2022               | Jeu de l'année                 | Lauréat    | ,      |
| 2022  | The Game Awards 2022               | Meilleure réalisation          | Lauréat    | ,      |
| 2022  | The Game Awards 2022               | Meilleure direction artistique | Lauréat    | ,      |
| 2022  | The Game Awards 2022               | Meilleur RPG                   | Lauréat    | ,      |
| 2022  | The Game Awards 2022               | Meilleure narration            | Nomination | ,      |
| 2022  | The Game Awards 2022               | Meilleure musique              | Nomination | ,      |
| 2022  | The Game Awards 2022               | Meilleur design audio          | Nomination | ,      |
| 2023  | DICE Awards 2023                   | Jeu de l'année (en)            | Lauréat    | [ 52 ] |
| 2023  | DICE Awards 2023                   | Réalisation exceptionnelle     | Lauréat    | [ 52 ] |
| 2023  | DICE Awards 2023                   | Game design exceptionnel       | Lauréat    | [ 52 ] |
| 2023  | DICE Awards 2023                   | RPG de l'année                 | Lauréat    | [ 52 ] |
| 2023  | DICE Awards 2023                   | Technique exceptionnelle       | Lauréat    | [ 52 ] |
| 2023  | Pégase 2023                        | Meilleur jeu étranger          | Lauréat    | [ 54 ] |
| 2023  | Game Developers Choice Awards 2023 | Jeu de l'année (en)            | Lauréat    | [ 53 ] |
| 2023  | Game Developers Choice Awards 2023 | Meilleur design                | Lauréat    | [ 53 ] |
| 2023  | Game Developers Choice Awards 2023 | Meilleur art visuel            | Lauréat    | [ 53 ] |

## Adaptation
En mai 2025, il est annoncé que Alex Garland écrirait le scénario et réaliserait l'adaptation d'Elden Ring sous la forme d'un film live-action, pour A24 et Bandai Namco.